# Montpon-Ménestérol
Montpon-Ménestérol é uma comuna francesa na região administrativa da Nova Aquitânia, no departamento Dordonha. Estende-se por uma área de 46,45 km². Em 2010 a comuna tinha 5 670 habitantes (densidade: 122,1 hab./km²).